# Venezuela az 1996. évi nyári olimpiai játékokon
Venezuela az egyesült államokbeli Atlantában megrendezett 1996. évi nyári olimpiai játékok egyik részt vevő nemzete volt. Az országot az olimpián 12 sportágban 39 sportoló képviselte, akik érmet nem szereztek.

## Asztalitenisz
Női
| Versenyző     | Versenyszám | Csoportkör | Csoportkör | Nyolcaddöntő      | Negyeddöntő       | Elődöntő          | Döntő             | Helyezés |
| Versenyző     | Versenyszám | Ellenfél Eredmény | Hely.      | Ellenfél Eredmény | Ellenfél Eredmény | Ellenfél Eredmény | Ellenfél Eredmény | Helyezés |
| ------------- | ----------- | --- | ---------- | ----------------- | ----------------- | ----------------- | ----------------- | -------- |
| Fabiola Ramos | Egyes       | E csoport · Hai Po Wa (HKG) · 0:2 · Adriana Năstase-Simion-Zamfir (ROU) · 0:2 · Mirjam Hooman-Kloppenburg (NED) · 0:2 | 4.         | kiesett           | kiesett           | kiesett           | kiesett           | 49.      |

## Atlétika
Férfi
| Versenyző       | Versenyszám    | Előfutam | Előfutam | Előfutam | Elődöntő | Elődöntő | Elődöntő | Döntő   | Döntő    |
| Versenyző       | Versenyszám    | Idő      | Hely.    | Össz.    | Idő      | Hely.    | Össz.    | Idő     | Helyezés |
| --------------- | -------------- | -------- | -------- | -------- | -------- | -------- | -------- | ------- | -------- |
| Rubén Maza      | Maraton        |          |          |          |          |          |          | 2:23:24 | 59.      |
| Carlos Tarazona | Maraton        |          |          |          |          |          |          | 2:32:35 | 89.      |
| Néstor Nieves   | 3000 m akadály | 8:47,34  | 10.      | 31.      | kiesett  | kiesett  | kiesett  | kiesett | kiesett  |

| Versenyző    | Versenyszám | Selejtező | Selejtező | Döntő    | Döntő    |
| Versenyző    | Versenyszám | Eredmény  | Helyezés  | Eredmény | Helyezés |
| ------------ | ----------- | --------- | --------- | -------- | -------- |
| Yojer Medina | Súlylökés   | 18,53 m   | 23.       | kiesett  | kiesett  |

## Birkózás
Kötöttfogású
| Versenyző      | Versenyszám | 32-es főtábla                      | Nyolcaddöntő      | Negyeddöntő       | Elődöntő          | Vigaszág 2. kör                    | Vigaszág 3. kör             | Vigaszág 4. kör   | Vigaszág 5. kör   | Vigaszág 6. kör   | Bronz- mérkőzés   | Döntő             | Helyezés |
| Versenyző      | Versenyszám | Ellenfél Eredmény                  | Ellenfél Eredmény | Ellenfél Eredmény | Ellenfél Eredmény | Ellenfél Eredmény                  | Ellenfél Eredmény           | Ellenfél Eredmény | Ellenfél Eredmény | Ellenfél Eredmény | Ellenfél Eredmény | Ellenfél Eredmény | Helyezés |
| -------------- | ----------- | ---------------------------------- | ----------------- | ----------------- | ----------------- | ---------------------------------- | --------------------------- | ----------------- | ----------------- | ----------------- | ----------------- | ----------------- | -------- |
| José Ochoa     | 48 kg       | Aljakszandr Pavlav (BLR) · 0–11    |                   |                   |                   | Mujaahid Maynard (USA) · 2–4       | kiesett                     | kiesett           | kiesett           | kiesett           | kiesett           |                   | 16.      |
| Winston Santos | 62 kg       | Hrihorij Kamisenko (UKR) · 0–10    |                   |                   |                   | Mehmet Akif Pirim (TUR) · 0–5      | kiesett                     | kiesett           | kiesett           | kiesett           | kiesett           |                   | 19.      |
| Nestor García  | 74 kg       | Mnacakan Iszkandarjan (RUS) · 0–10 |                   |                   |                   | Torbjörn Kornbakk (SWE) · 1–9      | kiesett                     | kiesett           | kiesett           | kiesett           | kiesett           |                   | 17.      |
| Elias Marcano  | 82 kg       | Daulet Turlihanov (KAZ) · 0–10     |                   |                   |                   | Aleksandar Jovančević (SCG) · 1–11 | kiesett                     | kiesett           | kiesett           | kiesett           | kiesett           |                   | 16.      |
| Emilio Suárez  | 100 kg      | Tejmuraz Egyiserasvili (RUS) · 0–6 |                   |                   |                   | Juan Diego Giraldo (COL) · 3–0     | Nonomura Takasi (JPN) · 0–3 | kiesett           | kiesett           | kiesett           | kiesett           |                   | 15.      |

Szabadfogású
| Versenyző   | Versenyszám | 32-es főtábla             | Nyolcaddöntő      | Negyeddöntő       | Elődöntő          | Vigaszág 2. kör               | Vigaszág 3. kör   | Vigaszág 4. kör   | Vigaszág 5. kör   | Vigaszág 6. kör   | Bronz- mérkőzés   | Döntő             | Helyezés |
| Versenyző   | Versenyszám | Ellenfél Eredmény         | Ellenfél Eredmény | Ellenfél Eredmény | Ellenfél Eredmény | Ellenfél Eredmény             | Ellenfél Eredmény | Ellenfél Eredmény | Ellenfél Eredmény | Ellenfél Eredmény | Ellenfél Eredmény | Ellenfél Eredmény | Helyezés |
| ----------- | ----------- | ------------------------- | ----------------- | ----------------- | ----------------- | ----------------------------- | ----------------- | ----------------- | ----------------- | ----------------- | ----------------- | ----------------- | -------- |
| Luis Varela | 82 kg       | Dvorák László (HUN) · 2–6 |                   |                   |                   | Sebahattin Öztürk (TUR) · 2–5 | kiesett           | kiesett           | kiesett           | kiesett           | kiesett           |                   | 17.      |

## Cselgáncs
Női
| Versenyző        | Versenyszám  | Selejtező                | Nyolcaddöntő                  | Negyeddöntő                 | Elődöntő          | Vigaszág első kör | Vigaszág negyeddöntő    | Vigaszág elődöntő      | Bronz- mérkőzés   | Döntő             | Helyezés |
| Versenyző        | Versenyszám  | Ellenfél Eredmény        | Ellenfél Eredmény             | Ellenfél Eredmény           | Ellenfél Eredmény | Ellenfél Eredmény | Ellenfél Eredmény       | Ellenfél Eredmény      | Ellenfél Eredmény | Ellenfél Eredmény | Helyezés |
| ---------------- | ------------ | ------------------------ | ----------------------------- | --------------------------- | ----------------- | ----------------- | ----------------------- | ---------------------- | ----------------- | ----------------- | -------- |
| Katty Santaella  | Harmatsúly   | Marisa Pedulla (USA) · V | kiesett                       | kiesett                     | kiesett           |                   |                         |                        |                   |                   | 14.      |
| Xiomara Griffith | Váltósúly    | Celita Schutz (USA) · GY | Michaela Vernerová (CZE) · GY | Gella Vandecaveye (BEL) · V |                   |                   | Hajer Tbessi (TUN) · GY | İlknur Kobaş (TUR) · V | kiesett           |                   | 7.       |
| Francis Gómez    | Félnehézsúly | Natalie Galea (AUS) · GY | Estha Essombe (FRA) · V       |                             |                   |                   | Diadenys Luna (CUB) · V | kiesett                | kiesett           |                   | 9.       |

## Kerékpározás

### Országúti kerékpározás
Férfi
| Versenyző           | Versenyszám   | Idő              | Helyezés      |
| ------------------- | ------------- | ---------------- | ------------- |
| Hussein Monsalve    | Mezőnyverseny | 5:05:39 (+11:43) | 116.          |
| Manuel Guevara      | Mezőnyverseny | nem ért célba    | nem ért célba |
| Rubén Abreu         | Mezőnyverseny | nem ért célba    | nem ért célba |
| Carlos Alberto Moya | Mezőnyverseny | nem ért célba    | nem ért célba |
| José Balaustre      | Mezőnyverseny | nem ért célba    | nem ért célba |

### Pálya-kerékpározás
Sprintversenyek
| Versenyző       | Versenyszám | Selejtező | Selejtező | 1. forduló                     | Vigaszág                                     | Vigaszág | Negyeddöntő          | 5–8. helyért           | 5–8. helyért | Elődöntő             | Döntő                | Helyezés |
| Versenyző       | Versenyszám | Idő       | Hely.     | Ellenfél Győztes idő           | Ellenfelek Győztes idő                       | Hely.    | Ellenfél Győztes idő | Ellenfelek Győztes idő | Hely.        | Ellenfél Győztes idő | Ellenfél Győztes idő | Helyezés |
| --------------- | ----------- | --------- | --------- | ------------------------------ | -------------------------------------------- | -------- | -------------------- | ---------------------- | ------------ | -------------------- | -------------------- | -------- |
| Daniela Larreal | Női egyéni  | 11,878    | 10.       | Okszana Grisina (RUS) · 12,209 | Vang Jen (CHN) · Mira Kasslin (FIN) · 12,067 | 2.       | kiesett              | kiesett                | kiesett      | kiesett              | kiesett              | kiesett  |

Pontversenyek
| Név             | Versenyszám     | Pont | Körhátrány | Helyezés |
| --------------- | --------------- | ---- | ---------- | -------- |
| Daniela Larreal | Női pontverseny | 0    | 0          | 15.      |

## Műugrás
Férfi
| Versenyző      | Versenyszám        | Selejtező | Selejtező | Elődöntő | Elődöntő | Döntő   | Döntő    |
| Versenyző      | Versenyszám        | Pont      | Helyezés  | Pont     | Helyezés | Pont    | Helyezés |
| -------------- | ------------------ | --------- | --------- | -------- | -------- | ------- | -------- |
| Dario di Fazio | Egyéni műugrás     | 317,04    | 25.       | kiesett  | kiesett  | kiesett | kiesett  |
| Dario di Fazio | Egyéni toronyugrás | 307,02    | 25.       | kiesett  | kiesett  | kiesett | kiesett  |

## Ökölvívás
| Versenyző      | Versenyszám     | Selejtező                        | Nyolcaddöntő               | Negyeddöntő       | Elődöntő          | Döntő             | Helyezés |
| Versenyző      | Versenyszám     | Ellenfél Eredmény                | Ellenfél Eredmény          | Ellenfél Eredmény | Ellenfél Eredmény | Ellenfél Eredmény | Helyezés |
| -------------- | --------------- | -------------------------------- | -------------------------- | ----------------- | ----------------- | ----------------- | -------- |
| Carlos Barreto | Harmatsúly      | Alekszandar Hrisztov (BUL) · 9–3 | Khadpo Vichai (THA) · 6–14 | kiesett           | kiesett           | kiesett           | 9.       |
| Jesús Guevara  | Szupernehézsúly | Josue Blocus (FRA) · RSC         | kiesett                    | kiesett           | kiesett           | kiesett           | 17.      |

RSC - a mérkőzésvezető megállította a mérkőzést

## Súlyemelés
| Versenyző        | Versenyszám | Szakítás | Szakítás | Lökés    | Lökés    | Összesen | Helyezés |
| Versenyző        | Versenyszám | Eredmény | Helyezés | Eredmény | Helyezés | Összesen | Helyezés |
| ---------------- | ----------- | -------- | -------- | -------- | -------- | -------- | -------- |
| Julio César Luna | 91 kg       | 165,0    | 12.*     | 210,0    | 6.*      | 375,0    | 9.       |

* - másik versenyzővel azonos eredményt ért el

## Tenisz
Férfi
| Versenyző                           | Versenyszám | 64-es főtábla                     | 32-es főtábla                                                  | Nyolcaddöntő      | Negyeddöntő       | Elődöntő          | Bronz- mérkőzés   | Döntő             | Helyezés |
| Versenyző                           | Versenyszám | Ellenfél Eredmény                 | Ellenfél Eredmény                                              | Ellenfél Eredmény | Ellenfél Eredmény | Ellenfél Eredmény | Ellenfél Eredmény | Ellenfél Eredmény | Helyezés |
| ----------------------------------- | ----------- | --------------------------------- | -------------------------------------------------------------- | ----------------- | ----------------- | ----------------- | ----------------- | ----------------- | -------- |
| Nicolás Pereira                     | Egyes       | Hernán Gumy (ARG) · 6–4, 6–0      | Lijendar Pedzs (IND) · 2–6, 3–6                                | kiesett           | kiesett           | kiesett           | kiesett           | kiesett           | 17.      |
| Jimy Szymanski                      | Egyes       | Wayne Black (ZIM) · 7–6, 4–6, 3–6 | kiesett                                                        | kiesett           | kiesett           | kiesett           | kiesett           | kiesett           | 33.      |
| Juan Carlos Bianchi Nicolás Pereira | Páros       |                                   | Japán (JPN) · Ivabucsi Szatosi · Szuzuki Takao · 6–4, 6–7, 6–8 | kiesett           | kiesett           | kiesett           | kiesett           | kiesett           | 17.      |

## Úszás
Férfi
| Versenyző                                                        | Versenyszám          | Előfutam    | Előfutam | Előfutam | Döntő   | Döntő   | Döntő   | Helyezés |
| Versenyző                                                        | Versenyszám          | Idő         | Hely.    | Össz.    | Típus   | Idő     | Hely.   | Helyezés |
| ---------------------------------------------------------------- | -------------------- | ----------- | -------- | -------- | ------- | ------- | ------- | -------- |
| Francisco Sánchez                                                | 50 m gyors           | 22,68 (sz*) | 2.*      | 7.**     | A       | 22,72   | 7.      | 7.       |
| Francisco Sánchez                                                | 100 m gyors          | 49,59       | 2.       | 4.       | A       | 49,84   | 8.      | 8.       |
| Francisco Sánchez                                                | 100 m pillangó       | 53,90       | 1.*      | 13.*     | kiesett | kiesett | kiesett | kiesett  |
| Carlos Santander                                                 | 200 m gyors          | 1:53,13     | 1.       | 27.      | kiesett | kiesett | kiesett | kiesett  |
| Ricardo Monasterio                                               | 400 m gyors          | 4:00,44     | 3.       | 25.      | kiesett | kiesett | kiesett | kiesett  |
| Ricardo Monasterio                                               | 1500 m gyors         | 15:42,39    | 2.       | 20.      | kiesett | kiesett | kiesett | kiesett  |
| Nelson Mora                                                      | 200 m pillangó       | 2:01,50     | 8.       | 24.      | kiesett | kiesett | kiesett | kiesett  |
| Alejandro Carrizo Diego Henao Francisco Sánchez Carlos Santander | 4 × 100 m gyorsváltó | 3:23,04     | 5.       | 13.      | kiesett | kiesett | kiesett | kiesett  |
| Diego Henao Rafael Manzano Francisco Sánchez Carlos Santander    | 4 × 200 m gyorsváltó | 7:32,63     | 4.       | 11.      | kiesett | kiesett | kiesett | kiesett  |

sz* - két másik versenyzővel azonos eredményt ért el, szétúszásban 22,74-es időeredménnyel második lett, 8. helyen jutott a döntőbe

* - egy másik versenyzővel azonos eredményt ért el

** - két másik versenyzővel azonos eredményt ért el

## Vitorlázás
Férfi
| Versenyző        | Versenyszám     | Futam | Futam | Futam | Futam | Futam | Futam | Futam | Futam | Futam | Pontszám | Helyezés |
| Versenyző        | Versenyszám     | 1     | 2     | 3     | 4     | 5     | 6     | 7     | 8     | 9     | Pontszám | Helyezés |
| ---------------- | --------------- | ----- | ----- | ----- | ----- | ----- | ----- | ----- | ----- | ----- | -------- | -------- |
| Roland Milošević | Szörfvitorlázás | 12    | 30    | 28    | (47*) | 18    | 26    | 20    | (33)  | 21    | 155,0    | 26.      |

* - kizárták

## Vívás
Férfi
| Versenyző                                    | Versenyszám  | Selejtező                          | 32-es főtábla     | Nyolcaddöntő                                                              | Negyeddöntő       | Elődöntő          | Bronz- mérkőzés   | Döntő             | Helyezés |
| Versenyző                                    | Versenyszám  | Ellenfél Eredmény                  | Ellenfél Eredmény | Ellenfél Eredmény                                                         | Ellenfél Eredmény | Ellenfél Eredmény | Ellenfél Eredmény | Ellenfél Eredmény | Helyezés |
| -------------------------------------------- | ------------ | ---------------------------------- | ----------------- | ------------------------------------------------------------------------- | ----------------- | ----------------- | ----------------- | ----------------- | -------- |
| Carlos Rodríguez                             | Tőr, egyéni  | Michael Ludwig (AUT) · 11–15       | kiesett           | kiesett                                                                   | kiesett           | kiesett           | kiesett           | kiesett           | 40.      |
| Rafael Suárez                                | Tőr, egyéni  | Javier García (ESP) · 10–15        | kiesett           | kiesett                                                                   | kiesett           | kiesett           | kiesett           | kiesett           | 42.      |
| Alfredo Pérez                                | Tőr, egyéni  | Vlagyiszlav Pavlovics (RUS) · 2–15 | kiesett           | kiesett                                                                   | kiesett           | kiesett           | kiesett           | kiesett           | 42.      |
| Carlos Bravo                                 | Kard, egyéni | Antonio García (ESP) · 11–15       | kiesett           | kiesett                                                                   | kiesett           | kiesett           | kiesett           | kiesett           | 39.      |
| Alfredo Pérez Carlos Rodríguez Rafael Suárez | Tőr, csapat  |                                    |                   | Egyesült Államok (USA) · Cliff Bayer · Nick Bravin · Peter Devine · 35–45 | kiesett           | kiesett           | kiesett           | kiesett           | 11.      |